# Municipio de Jiménez (Michoacán)
El municipio de Jiménez es uno de los 113 municipios en que se divide el estado mexicano de Michoacán. Su cabecera es la localidad de Villa Jiménez. Forma parte de la región socioeconómica de Bajío del mismo estado.

## Toponimia
El nombre del municipio y la localidad cabecera recuerda al general Mariano Jiménez, gobernador de Michoacán entre 1885 y 1892.

## Geografía
El municipio de Jiménez está ubicado al norte del estado de Michoacán y abarca una superficie de aproximadamente 195 km². Limita al norte con los municipios de Panindícuaro y Puruándiro; al este con los municipios de Morelos y Huaniqueo, y al sur con el municipios de Coeneo y de sur a oeste con el municipio de Zacapu.
La ciudad de Villa Jiménez, cabecera del municipio, se encuentra aproximadamente en la ubicación 19°55′23″N 101°44′49″O / 19.92306, -101.74694, a una altitud de 2006 m. s. n. m.

Según la clasificación climática de Köppen el clima corresponde a la categoría Cwa (subtropical subhúmedo con invierno seco y verano cálido).

## Demografía
La población total del municipio de Jiménez es de 12 946 habitantes, lo que representa un decrecimiento promedio de -0.26 % anual en el período 2010-2020 sobre la base de los 13 275 habitantes registrados en el censo anterior. Al año 2020 la densidad del municipio era de 66,56 hab/km².
| Gráfica de evolución demográfica de Municipio de Jiménez entre 2000 y 2020 |
|                                                                            |
| Fuente: Instituto Nacional de Estadística Geografía e Informática          |

En el año 2010 estaba clasificado como un municipio de grado bajo de vulnerabilidad social, con el 11.40 % de su población en estado de pobreza extrema.
La población del municipio está mayoritariamente alfabetizada (11.40 % de personas mayores de 15 años analfabetas al año 2010) con un grado de escolarización en torno de los 6 años. Solo el 0.47 % de la población se reconoce como indígena.

### Localidades
En el censo de 2020 el municipio de Jiménez contaba con 29 localidades.
| Código INEGI      | Localidad            | Población (2020) |
| ----------------- | -------------------- | ---------------- |
| 160440001         | Villa Jiménez        | 3 974            |
| 160440002         | Caurio de Guadalupe  | 1 881            |
| 160440006         | Copándaro del Cuatro | 1 367            |
| 160440005         | Las Colonias         | 1 103            |
| Otras localidades | Otras localidades    | 4 621            |
| Total municipal   | Total municipal      | 12 946           |

## Salud y educación
En 2010, el municipio contaba con 6 unidades de atención de la salud, con un total de personal médico de 13 personas. Existían escuelas de nivel preescolar, primario, secundario y un instituto de nivel medio.

## Economía
Las principales actividades económicas de Jiménez son la agricultura, la ganadería y, en algunas localidades en particular, la pesca o el turismo. Según el número de unidades activas relevadas en 2019, los sectores económicos más dinámicos son el comercio minorista, servicios generales no gubernamentales y en menor medida la prestación de servicios de alojamiento temporal y de preparación de alimentos y bebidas.